# Stercorarius skua

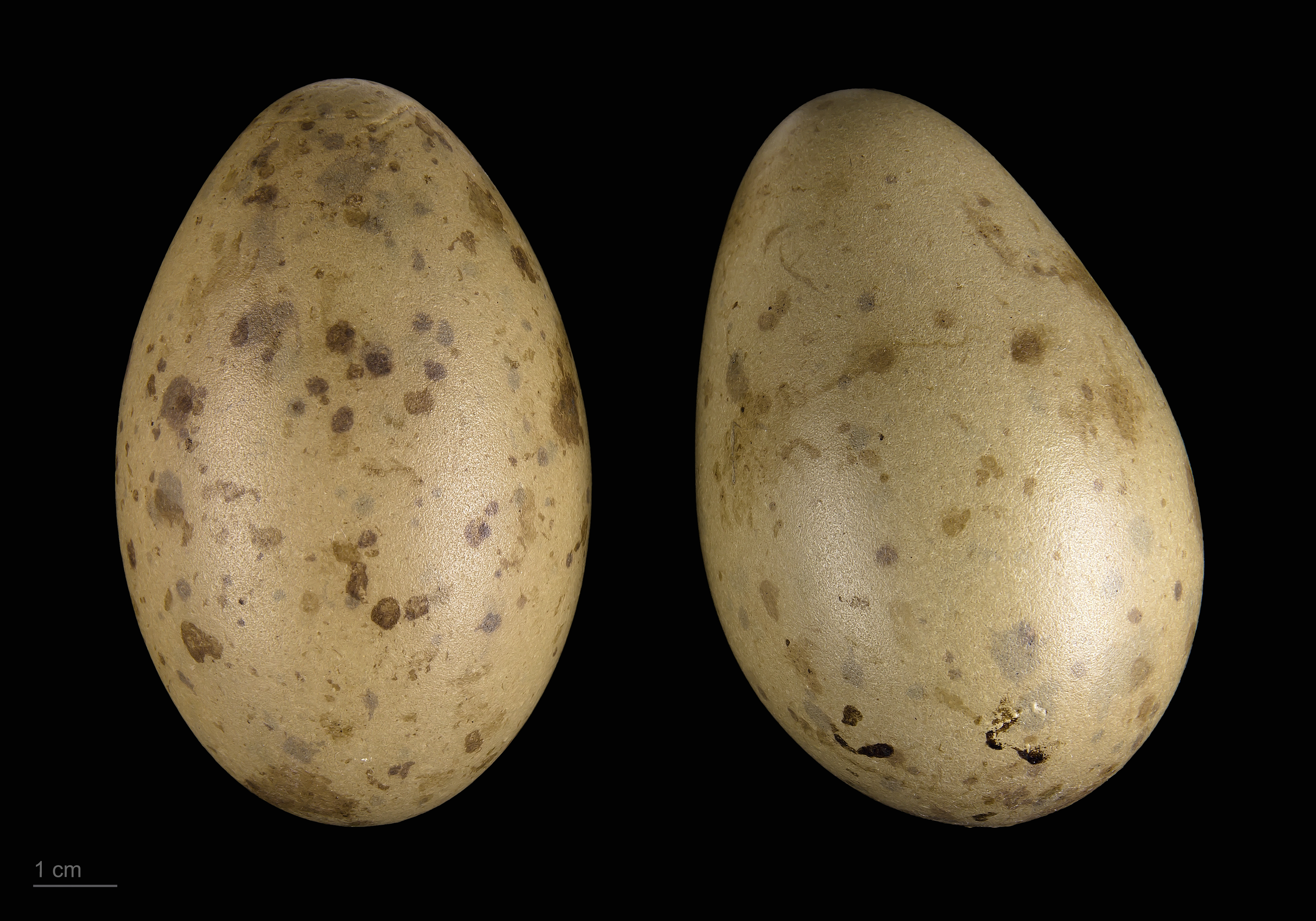
Uova di stercorario maggiore

Lo stercorario maggiore (Stercorarius skua, Brünnich, 1764) è un grosso uccello marino (lungo fino a 57 cm) dotato, rispetto agli altri stercoraridi, di un'apertura alare ampia e di una corta coda. Il corpo è massiccio, bruno con remiganti fasciate di bianco.

## Distribuzione
Si riproduce nel paleartico occidentale, stabilendosi quindi a lungo sulle Isole Shetland e l'Islanda. Nel XX secolo ha allargato il suo areale diffondendosi fino in Russia e nei paesi atlantici europei, giungendo perfino in Spagna. 

Migratorio, sempre pelagico ad esclusione del periodo di riproduzione, migra fino in Brasile e al largo del Golfo di Guinea.

## Alimentazione
Conosciuto come un grande spazzino, effettivamente non è un buon pescatore: si nutre di pesci morti,  di scarti dei pescherecci, di piccoli uccelli e delle loro uova, che succhia dopo averle forate col becco appuntito. Quando ha dei piccoli da nutrire costringe gabbiani, sule e altri uccelli marini a rigurgitare il loro pescato in volo.
Durante la riproduzione forma coppie monogame.